# Île du Prince-de-Galles (Australie)
Cet article concerne l'île australienne. Pour les autres îles homonymes, voir île Prince-de-Galles.
L'île du Prince-de-Galles (Prince of Wales Island) ou Muralug est située en mer de Corail et est la plus grande des îles du détroit de Torrès. Elle fait partie du groupe des Inner Island, les plus proches de la  péninsule du cap York dont elle est séparée par le détroit d'Endeavour large d'une quinzaine de kilomètres. 
L'île est sous la juridiction du Torres Shire Council. Cependant, la plupart des terres ont été restituées au peuple Kaurareg qui en étaient les habitants traditionnels.